# اندیس گچ چوپان لو (شرکت گچ مروارید)
گچ چوپان لو(شرکت گچ مروارید) یک اندیس غیرفلزی است که در  استان آذربایجان غربی قرار دارد و مادهٔ معدنی موجود در آن، گچ است.سنگ میزبان این اندیس مارن و ماسه سنگ تیره است و دیرینگی آن به دوران الیگومیوسن می‌رسد. 